# Adriano Zamboni
Adriano Zamboni (Montorio Veronese, 22 giugno 1933 – Verona, 13 maggio 2005) è stato un ciclista su strada italiano.
Professionista dal 1955 al 1962, conta la vittoria di una tappa al Giro d'Italia e di diverse semiclassiche italiane.

## Carriera
Zamboni seppe imporsi in diverse classiche italiane, ottenendo buoni piazzamenti anche nelle gare a tappe e vincendo, tra l'altro, una tappa nel 1961 al Giro d'Italia.
Si ritirò dall'attività agonistica all'età di trent'anni, dopo una caduta al Giro 1962 che gli procurò la frattura di un dito.
Zamboni fu oggetto anche di una squalifica nel 1958, quando si rifiutò insieme ad altri ciclisti di partire in una gara in Belgio, date le condizioni atmosferiche considerate fortemente proibitive: quella squalifica gli costò la partecipazione alla Giro d'Italia di quell'anno.

## Palmarès
- 1956 (Torpado, una vittoria)

Circuito di Savona (prova del Trofeo dell'Unione Velocipedistica Italiana)
- 1957 (Torpado, una vittoria)

Milano-Rapallo
- 1958 (Torpado, due vittorie)

Giro del Veneto
Milano-Vignola
- 1959 (Torpado & Mondia, tre vittorie)

Giro di Toscana
Trofeo Matteotti
Milano-Vignola
- 1961 (Molteni, tre vittorie)

Giro di Romagna
Giro dell'Appennino
16ª tappa Giro d'Italia (Modena > Vicenza)

## Piazzamenti

### Grandi giri
- Giro d'Italia

1956: 34º
1957: 26º
1959: 12º
1960: 13º
1961: 39º
1962: ritirato
- Tour de France

1961: 16º

### Classiche monumento
- Milano-Sanremo

1956: 57º
1957: 17º
1959: 35º
1960: 80º
- Giro di Lombardia

1957: 40º
1959: 80º